# Еоліда

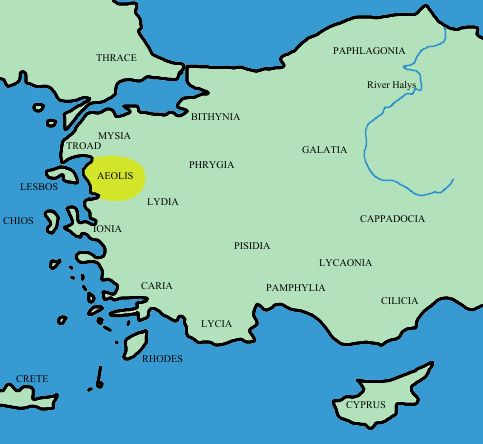
Еоліда на мапі Малої Азії

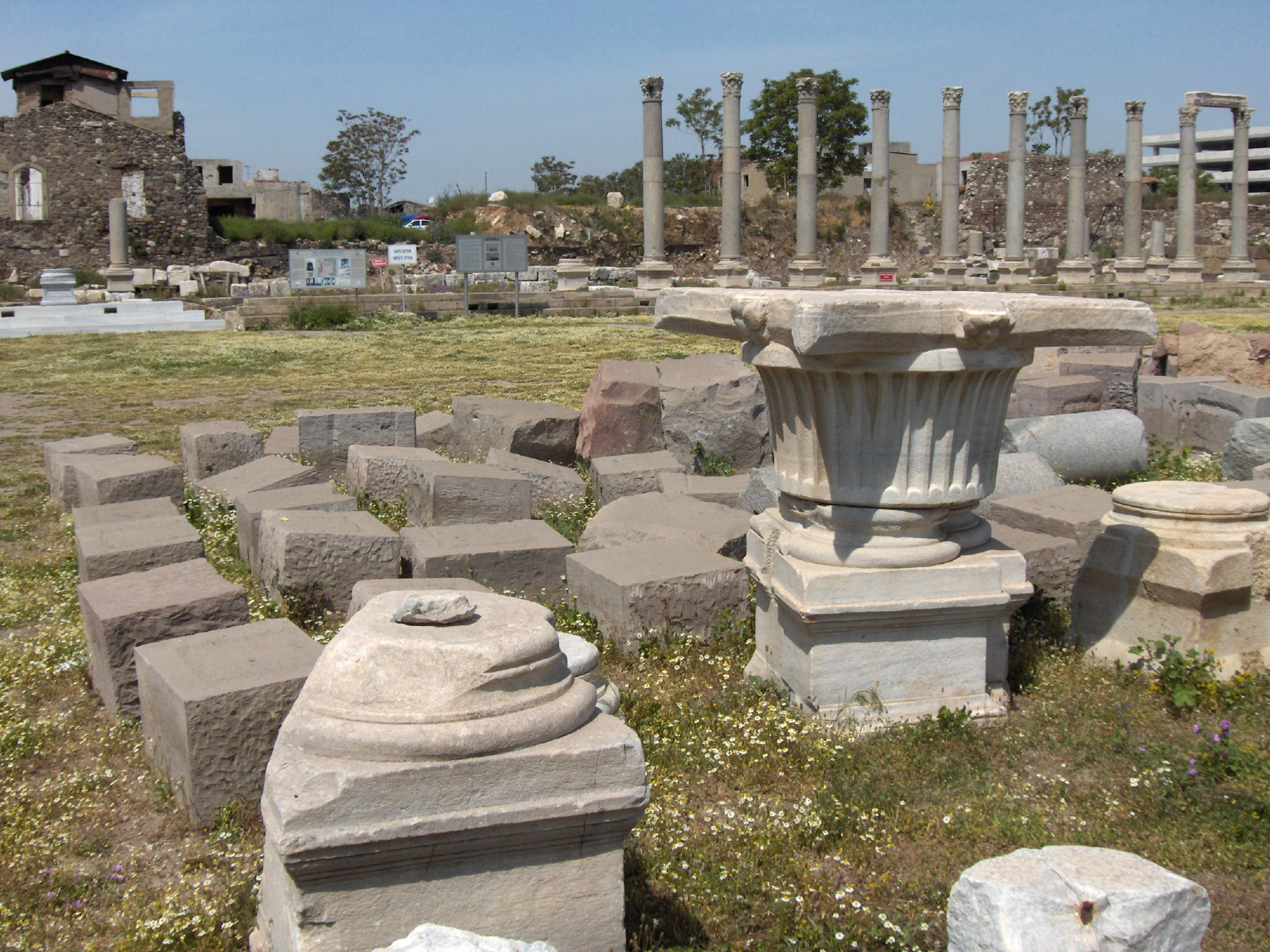
Руїни стародавньої Смірни

39°12′ пн. ш. 26°42′ сх. д. / 39.2° пн. ш. 26.7° сх. д.
Еоліда (грец. Αιολίδα) — населена переважно еолійцями грецька область на Егейському узбережжі Малої Азії на північ від річки Герм до Геллеспонту, особливо навколо Елайської, або Кімскої затоки.

## Географія
Еолійці колонізували Троаду, прибережну частину Мізії та  Лідії, а також прилеглі до Кімської затоки острови Лесбос та Тенедос. На півдні від їх земель лежала Іонія, на південний схід знаходилась Лідія, на сході тягнулась Мізія. Серед південноеолідських міст вирізнялись Кіма та Смірна.

## Історія
Найдавнішим центром розселення еолійців була Східна Фессалія. Звідси наприкінці 2-го тисячоліття до н. е. почалася колонізація еолійцями решти частини Фессалії і Беотії, потім північно-західної частині Малої Азії (області, що одержала назву Еоліда) та прилеглих островів (Лесбос і Тенедос). Колонізація еолійцями малоазійського узбережжя, боротьба з місцевими племенами знайшли відображення в «Іліаді» Гомера.
Перша згадка про власне Еоліду також належить Гомеру, тут Одіссей зустрів Кіклопів, прибувши на острів Еолія. У 8 столітті до н. е. дванадцять міст Еоліди на узбережжі Лідії та Мізії та створили Еолійський союз, або Додекаполіс. Посли Додекаполіса збиралися на мисі Кані на свято союзу — Панеоліум.
Починаючи з 546 до н.е. Еоліда перебувала під владою Креза, потім входила до складу імперії персів, пізніше належала до Афінського морського союзу, а з 404 до н. е. була знову завойована персами. Звільнена Александром Македонським, Еоліда належала Селевкідам, потім Пергамському царству і з 133 до н. е. — Стародавньому Риму.
Короткий опис Еоліди наведено у Геродота (I.149), який перераховує одинадцять міст еолійців у континентальній частині Малої Азії (Киму, що також називається Фріконідою, Лариси, Неон Тіхос, Темнос, Кіллу, Нотій, Егіроессу, Пітану, Егеї, Мирину та Грін) і відзначає, що спочатку їх було дванадцять (сакральне для греків число), але що дванадцяте місто — Смірна — було відібране у них іонійцями. Геродот згадує також «острівні міста» — п'ять на Лесбосі і одне на Тенедосі. Пліній Старший в «Природній Історії» згадує Еоліду під латинізовані назвою лат. Aeolis.
Еоліда належала Східній Римській імперії і залишалась під її владою до початку 1400 року, коли турки окупували малоазійський регіон.

## Персоналії
- Гесіод — перший відомий на ім'я давньогрецький поет.
- Автолік Пітанський — давньогрецький автроном, математик, географ.
- Андріск — самозваний правитель Македонії.
- Сапфо — давньогрецька поетеса, представниця монодичної пісенної лірики.
- Ефор — давньогрецький історик, згадується як один із «семи мудреців».